# KF Uniteti
Klubi Futbollistik Uniteti – kosowski klub piłkarski z siedzibą w Sadovinë. W sezonie 2020/2021 występuje w Liga e Tretë e Kosovës.

## Historia
Klub powstał w 1976. Przez jeden sezon (1999/2000) grał w oficjalnych mistrzostwach Kosowa. Zajął 15. miejsce i spadł do niższej ligi.

### Sezony
| Sezon     | Liga          | M  | Z  | R | P  | Br+ | Br- | Pkt | Pozycja | Źródło |
| --------- | ------------- | -- | -- | - | -- | --- | --- | --- | ------- | ------ |
| 1999/2000 | Superliga (I) | 34 | 13 | 5 | 16 | 39  | 55  | 44  | 15. (S) | [ 2 ]  |

## Stadion
Uniteti rozgrywa swoje mecze domowe na stadionie Viti Sports Complex, który może pomieścić 1000 widzów.